# Каталог Колдвелла
Каталог Колдвелла (англ. Caldwell Catalogue, C) — астрономічний каталог, що містить 109 яскравих об'єктів глибокого космосу (зоряних скупчень, туманностей, галактик) і призначений для астрономів-аматорів. Каталого укладено відомим популяризатором астрономії Патріком Муром, повне ім'я якого — сер Альфред Патрік Колдвелл-Мур. Каталог створено як додаток до популярного каталогу Мессьє. Вперше опубліковано в американському щомісячному журналі для астрономів-аматорів Sky & Telescope у грудні 1995 року.
На відміну від каталогу Мессьє, до каталогу Колдвелла включено такі об'єкти як Гіади, NGC 869, NGC 884, NGC 253, а також цікаві об'єкти південного неба (що не ввійшли до каталогу Мессьє) — 47 Тукана, Омега Центавра, Центавр А, Каппа Південного Хреста тощо.
Об'єкти каталогу позначено номерами з префіксом С і розміщено в порядку зростання схилення (С1 — найпівнічніший об'єкт, С109 — найпівденніший).
У каталозі подано такі категорії об'єктів:
| Темні туманності                | 1   |
| Галактики                       | 35  |
| Кулясті скупчення               | 18  |
| Туманності                      | 9   |
| Розсіяні скупчення              | 25  |
| Розсіяні скупчення з туманністю | 6   |
| Планетарні туманності           | 13  |
| Залишки наднових                | 2   |
| Всього                          | 109 |

## Зоряна карта Колдвелла

Зоряна карта Колдвелла